# Нагутский район
Нагутский район — административно-территориальная единица в составе Северо-Кавказского и Ставропольского (в 1937—1943 — Орджоникидзевского) краёв РСФСР, существовавшая в 1935—1953 годах. Административный центр — село Нагутское, с 1939 — Солуно-Дмитриевское.

## Население
По данным переписи 1939 года в Нагутском районе проживало 20 395 чел., в том числе русские — 97,8 %.

## История
Нагутский район был образован в составе Северо-Кавказского края 23 января 1935 года.
В 1937 году Нагутский район вошёл в состав Орджоникидзевского (с 1943 — Ставропольского) края.
26 февраля 1939 года центр района был перенесён из села Нагутское в село Солуно-Дмитриевское.
По данным 1940 года район включал 6 сельсоветов: Александровский, Крымгереевский, Куршавский, Лысогорский, Нагутский и Солуно-Дмитриевский.
20 августа 1953 года Нагутский район был упразднён.